# Президентские выборы в Того (1986)
Президентские выборы в Того состоялись 21 декабря 1986 года. Того в это время была однопартийным государством с единственной разрешённой партией Объединение тоголезского народа. Его лидер Гнассингбе Эйадема был единственным кандидатом и был переизбран президентом. Явка составила 99,0%.

## Результаты

### Президентские выборы
| Кандидат                            | Партия                              | Голоса    | %    |
| ----------------------------------- | ----------------------------------- | --------- | ---- |
| Гнассингбе Эйадема                  | Объединение тоголезского народа     | 1 737 771 | 100  |
| Недействительных/пустых бюллетеней  | Недействительных/пустых бюллетеней  | 840       | –    |
| Всего                               | Всего                               | 1 738 611 | 100  |
| Зарегистрированных избирателей/Явка | Зарегистрированных избирателей/Явка | 1 757 426 | 99.0 |
| Источник: Nohlen et al.             |                                     |           |      |